# Isla Guadalupe (Tabasco)
Isla Guadalupe es una localidad del municipio de Nacajuca ubicado en la subregión centro del estado mexicano de Tabasco.

## Geografía
La localidad de Isla Guadalupe se sitúa en las coordenadas geográficas 18°12′58″N 92°56′36″O / 18.216111, -92.943333, a una elevación de 1 metro sobre el nivel del mar.

## Demografía
Según el Conteo de Población y Vivienda 2020, efectuado por el Instituto Nacional de Estadística y Geografía, la localidad de Isla Guadalupe tiene 737 habitantes, de los cuales 367 son del sexo masculino y 370 del sexo femenino. Su tasa de fecundidad es de 2.56 hijos por mujer y tiene 171 viviendas particulares habitadas.
| Gráfica de evolución demográfica de Isla Guadalupe entre 1980 y 2020 |
|                                                                      |
| INEGI.                                                               |